# Jonathan Arledge
Jonathan Arledge (Washington, 21 settembre 1991) è un cestista statunitense naturalizzato libanese, di ruolo ala grande.

## Carriera
Con il Libano ha disputato i Campionati asiatici del 2022.

## Palmarès
- Lega Lettone-Estone: 1

Ventspils: 2018-19